# Пляжное кладбище
Пляжное кладбище (англ. Beach Cemetery) — небольшое воинское кладбище комиссии Содружества наций по уходу за военными захоронениями, расположенное у южного края бухты Анзак, на Галлипольском полуострове. На нём покоятся останки солдат Антанты, погибших в Дарданелльской операции.

## Исторический фон
25 апреля 1915 года австралийские и новозеландские части десантировались в секторе бухты Анзак. Первые могилы кладбища были вырыты в первый же день высадки. Их количество продолжало расти на всём протяжении кампании вплоть до дня эвакуации союзного воинского контингента. В военный период территория кладбища находилась в зоне огня османской артиллерии, поэтому многие кресты и надгробия были повреждены осколками, а некоторые захоронения уничтожены целиком. После ухода войск Антанты могильные кресты были разобраны местными жителями на дрова и заброшенные могилы поросли травой и скрылись из виду. В 1916 году папа римский Бенедикт XV направил своего посланника с тем, чтобы тот проследил за состоянием воинских кладбищ. К его появлению министерство обороны Османской империи постаралось привести пляжное кладбище в порядок, а могильные холмы были обложены камнями.
В послевоенное время, в 1920-х, на месте расположенного на крутых склонах воинского кладбища был организован мемориал по проекту сэра Джона Джеймса Бёрнета. 14 ноября 1980 года турецкое министерство культуры включило мемориальный комплекс в список объектов культурного наследия.

## Описание кладбища
Пляжное кладбище находится в прибрежной зоне, вытянувшись тонкой полосой по крутому склону между дорогой Келиа — Сувла и пляжем. Общая его площадь равна 2049 квадратным метрам. Мемориал памяти павших воинов с крестом поминовения отделены от некрополя вышеупомянутой дорогой. На центральном входе посетителей встречает каменная плита с высеченной на ней надписью: «Австралийский и новозеландский армейский корпус высадился рядом с этим местом на рассвете 25 апреля 1915 года».
В общей сложности на кладбище покоятся останки 391 человека. Основную массу представляют военнослужащие Австралийских имперских сил. Им принадлежат 285 могил. 50 захоронений приходится на солдат и моряков Великобритании, 21 могила — воинам новозеландской армии. Кроме того, здесь погребены три человека из состава цейлонского контингента чайных плантаторов. Это подразделение состояло из 80 человек и занималось непосредственной охраной главнокомандующего силами АНЗАК генерала Уильяма Бидвуда. Ещё 22 могилы осталась неопознанными, хотя имена 12 людей из этого числа известны. Для них созданы специальные надгробия с указанием личных данных.

## Особые захоронения
Пляжное кладбище известно в первую очередь как место захоронения рядового австралийского санитара Джона Симпсона Киркпатрика, спасшего множество раненых с окрестных полей сражений.
Кроме того, здесь находится место упокоения подполковника Ланселота Кларка, командующего 12-го австралийского пехотного батальона. Он погиб 25 апреля 1915 года, сразу в день высадки, возглавив атаку своего батальона на доминирующую высоту Сфинкс. Ему было 57 лет, он считается одним из самых пожилых австралийцев павших в битве за Галлиполи.
Наконец, ещё одна примечательная могила принадлежит коммандеру Эдварду Катеру с эскадренного броненосца «Лорд Нельсон». На побережье он отвечал организацию передвижения всех мелких судов в этом районе и был весьма заметной фигурой в тот период. В первую очередь благодаря, своему огромному моноклю, который он носил, и абсолютному хладнокровию в боевой обстановке. Катер погиб 7 августа 1915 года.